# Jean-Jacques Subrenat
Jean-Jacques Subrenat, né le 9 juin 1940, est un chercheur et ancien diplomate français. Membre du NTIA IANA Functions' Oversight Transition Coordination Group (ICG)[Quoi ?], qui a présenté, à l'automne 2015, un plan pour le transfert de la supervision des fonctions IANA[Quoi ?] du système des noms de domaine de l'Internet, fonctions exercées depuis l'origine par Washington. Membre du Conseil de coordination de l'Initiative NetMundial (NetMundial Initiative Coordination Council) de 2014 jusqu'à son achèvement en 2016.

## Biographie
Après avoir servi dans la Marine nationale française comme engagé volontaire de 1960 à 1963, il devient chercheur au CNRS en 1967, poste qu'il occupe jusqu'en 1971.
Par concours, il est admis en 1972 au Ministère français des affaires étrangères (concours dit d'Orient). Il sert à l'administration centrale à Paris (Centre d'analyse et de prévision ; Cabinet du Secrétaire d'État aux affaires européennes ; administration et personnel ; Asie et Océanie ; coopération; Amériques), et à l'étranger (Secrétaire d'ambassade à Singapour ; Conseiller puis ministre conseiller à Tokyo). De 1978 à 1980, en détachement au ministère de l'Industrie, il met en place et dirige le Service des affaires internationales du Commissariat à l'énergie solaire (COMES), un organisme prédécesseur de l'Agence de l'environnement et de la maîtrise de l'énergie (ADEME). 
De 1995 à 1998, il est ambassadeur, représentant permanent de la France auprès de l'UEO à Bruxelles. Il est ambassadeur en Estonie de 1998 à 2002 puis ambassadeur en Finlande de 2002 à 2005. En mai 2005, il assure l'intérim de la France au Conseil des gouverneurs de l'Asia-Europe Foundation (ASEF).
Retraité depuis 2005, il intervient dans des conférences et débats (défis d'avenir, gouvernance, Internet, relations internationales).
Il a été président du Conseil scientifique (2007-2010) de l'Institut Pierre Werner ; tuteur à l'ENA (École nationale d'administration) à Strasbourg (2007-2009) ; Membre du directoire de l'ICANN (2007-2010) ; Conseiller spécial auprès du Conseil d'administration du Centre culturel et de rencontres Neumunster, Luxembourg (2009-2010) et, à ce titre, membre du directoire d'EUNIC (2009-2010). Membre du comité d'organisation et animateur, Dialogue culturel Europe-Chine sous l'égide d'EUNIC (Pékin 2009, Copenhague 2010, Shanghai 2011).
Membre de l'ALAC (At-Large Advisory Committee), comité de l'ICANN qui promeut l'intérêt général des usagers de l'Internet (2010-12, à nouveau 2012-14). Membre du Groupe de coordination pour le transfert de la surveillance des fonctions IANA (IANA Stewardship Transition Coordination Group, ICG) 2014-16. Membre du Conseil de coordination de l'Initiative NetMundial (NetMundial Initiative Coordination Council) 2014-16.

## Publications
- (en) Estonia, identity and independence, publié sous sa direction chez Rodopi, Amsterdam & New York, 2004 « http://www.rodopi.nl/frameset/bbs/rightside.asp?BookId=BALTIC+2&type=browse »(Archive.org • Wikiwix • Archive.is • Google • Que faire ?) (consulté le 6 août 2017) (le même ouvrage est paru, sous son nom de plume A. Bertricau, en estonien puis en russe chez Avita, et en français chez L’Harmattan sous le titre "Estonie, identité et indépendance" avec le concours d'Antoine Chalvin) ;
- Écoutez cette musique de la forêt, une brève présentation du festival de musique de chambre de Kuhmo, publié par Kuhmon kamarimusiikin kannatusyhdists r.y., 2006  (ISBN 952-92-0564-3).

## Articles, conférences
Brève sélection :
- « Letter to a friend in the United States »
- « Réflexions sur le Prix Nobel de la paix 2010 »
- « Tunis, Cairo... Teheran? Algiers? Manama? Damascus? »
- « Mumbai: the aftermath / les suites »
- « Financial turmoil: worldwide risk, or US meltdown? / Désordre financier : risque mondial, ou déliquescence des États-Unis ? »
- « L'UE dans son voisinage / The EU in its neighborhood »
- « Chongqing, ville mondiale ? / world city? »
- « Transition of Oversight of the IANA Functions: what is at stake »
- « Lettre à mes proches : l'Europe demain »